# Meteoriopsis pseudostraminea
Meteoriopsis pseudostraminea là một loài Rêu trong họ Meteoriaceae. Loài này được (Paris) Broth. miêu tả khoa học đầu tiên năm 1906.